# Enllaç estàtic
Una llibreria estàtica és aquella que s'enllaça en temps de compilació (en oposició a una d'enllaç dinàmic, que s'enllaça en temps d'execució). L'avantatge d'aquest tipus d'enllaç és que fa que un programa no depengui de cap llibreria (ja que les va enllaçar al compilar), fent més fàcil la seva distribució.
L'enllaçat permet al programador i al mateix sistema operatiu dividir un programa en diversos fitxers anomenats mòduls, que poden acoblar per separat i enllaçar en una ocasió posterior, l'enllaç pot ser de naturalesa estàtica o dinàmica. L'enllaç estàtic dona com a resultat, un fitxer executable amb tots els símbols i mòduls respectius inclosos en aquest fitxer.